# Російське історичне товариство
Російське історичне товариство, «Императорское Русское историческое общество» — науково-історичне товариство, яке об'єднувало відомих рос. істориків протягом 1866—1918. Гурток засновників «Р.и.о.» виник у середині 1860-х рр. як об'єднання дослідників, що переймалися збиранням, упорядкуванням та виданням документів і матеріалів із російської історії, переважно допетровської доби. Створене в травні 1866 в Санкт-Петербурзі. Статут «Р.и.о.» 1866 був розглянутий Комітетом міністрів Російської імперії та затверджений імператором Олександром II. «Р.и.о.» перебувало під опікою МЗС Російської імперії. Головами товариства були кн. П.Вяземський (1866—78); О.Половцов (1878—1909); вел. кн. Микола Михайлович (1909—17). Від 1867 перебувало під протекцією вел. кн. Олександра Олександровича, від 1873 — імператорське товариство. Н.-д. проекти «Р.и.о.» переважно пов'язані з архівною, бібліографічною та джерельною евристикою, передусім дипломатичних джерел, серійними публікаціями документів і матеріалів, біобібліографічних довідників тощо. Архівні розшуки проводилися не тільки в Російській імперії, а і в закордонних архівах у Берліні (Німеччина), Відні, Дрездені (Німеччина), Копенгагені (Данія), Лондоні (Велика Британія), Парижі (Франція), Стокгольмі (Швеція) та ін. Протягом 1887—1918 було видано 148 томів «Сборников Русского исторического общества», у тому числі 47 томів дипломатичного листування, 25 томів «Русского биографического словаря». 1910 був затверджений новий статут товариства, зокрема скасовано членські внески. На поч. 20 ст. «Р.и.о.» брало активну участь у реформуванні архів. справи в Рос. імперії. 1911 при товаристві створена спец. комісія для збереження місц. архів. матеріалів (голова — А.Куломзін), яка мала об'єднувати та координувати діяльність губернських учених архівних комісій та з'ясовувати їхні потреби. За ініціативою «Р.и.о.» 1914 був скликаний спец. з'їзд губернських учених архів. комісій, який ухвалив рішення про створення комісій, а також про фінансову та методично-консультативну підтримку цих інституцій у тих губерніях, де вони ще не були засновані. Кожній комісії призначалася субсидія в 3 тис. рублів. Наприкінці 1916 «Р.и.о.» налічувало бл. 300 членів. З-поміж них були відомі рос. вчені К.Бестужев-Рюмін, О.Бичков, Я.Грот, М.Дубровін, І.Забєлін, В.Ключевський, П.Пекарський, О.Пипін, С.Платонов, С.Соловйов, М.Чечулін та ін. З укр. істориків членами «Р.и.о.» були В.Іконников, М.Костомаров та ін.
Відновлене 20 червня 2012 як професійна асоціація істориків з численними завданнями, зокрема з метою протистояти фальсифікаціям історії Росії. Головою «Русского исторического общества» обраний спікер Держ. Думи РФ С.Наришкін